# Park im. księcia Józefa Poniatowskiego w Piotrkowie Trybunalskim
Park im. księcia Józefa Poniatowskiego – park miejski w Piotrkowie Trybunalskim. Położony między ulicami: Żeromskiego, Żwirki i Parkową. Powierzchnia parku wynosi 6,3 ha.

## Historia parku
Założony na przełomie XIX i XX wieku, został oddany do użytku publicznego w 1916, według projektu Józefa Skrobanka. Domek ogrodnika i inne nieistniejące dzisiaj budynki projektował Stefan Mazurowski. Sadzonki drzew i krzewów zgromadzono dzięki darom z ogrodów Wiednia i Budapesztu oraz od właścicieli okolicznych majątków ziemskich. W 1927 park powiększony został o ogród botaniczny. Zakomponowany jako ogród geometryczny posiada rzadkie okazy drzew korkowego, cierniowego, krzewy magnolii. Uzupełnieniem kompozycji są dwa głazy pamiątkowe poświęcone Tadeuszowi Kościuszce i Henrykowi Sienkiewiczowi.

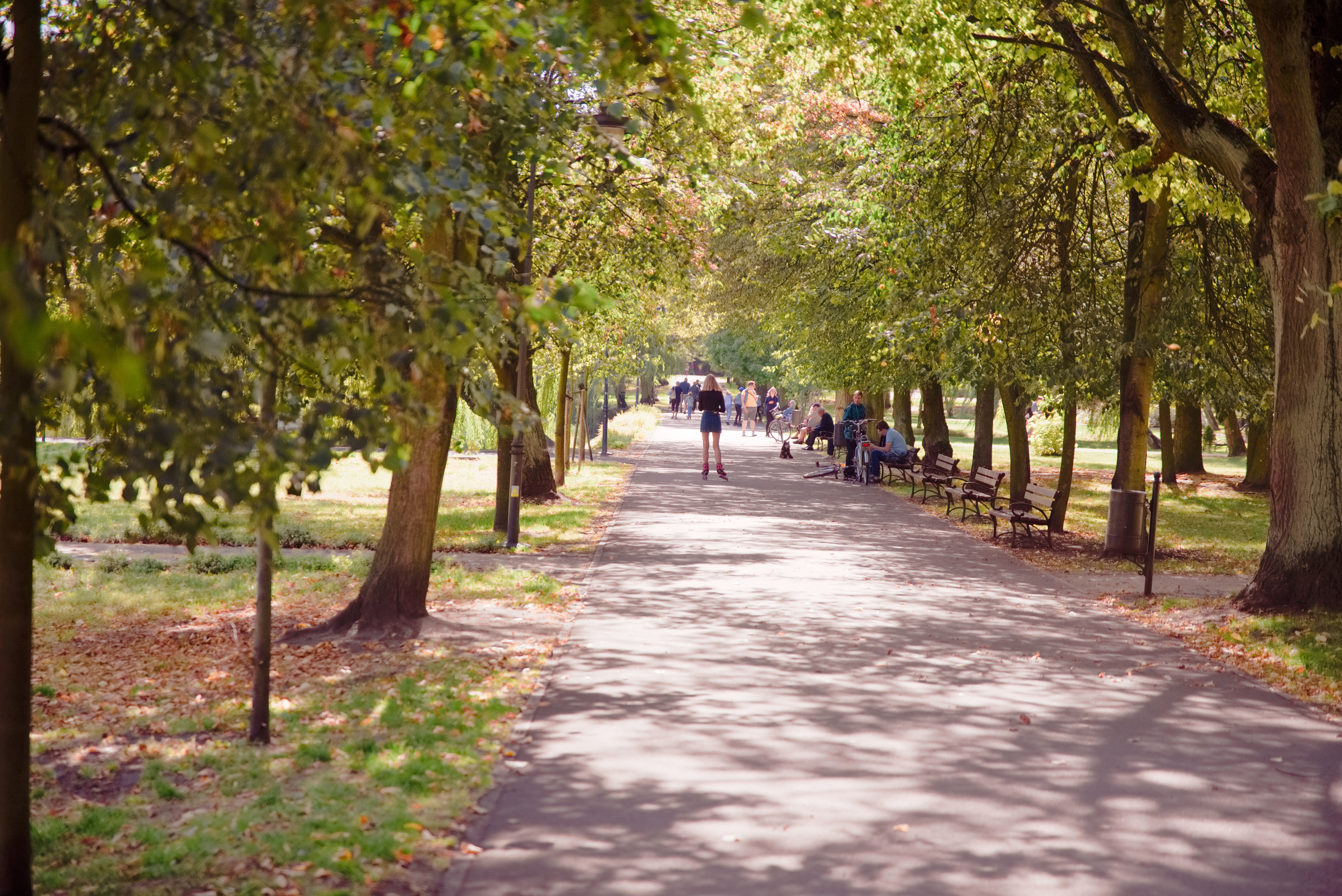

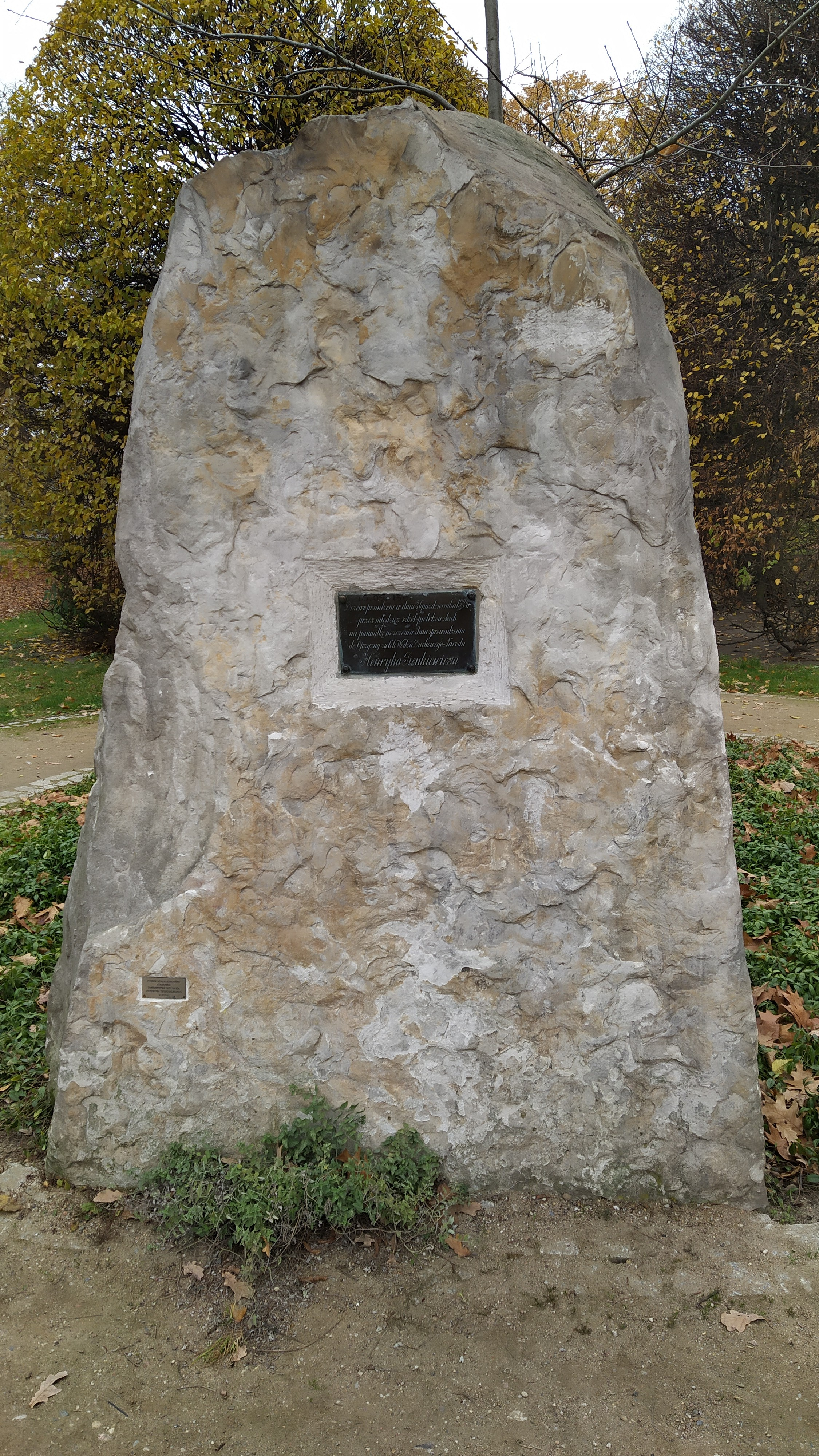
Kamień pamiątkowy ku czci Henryka Sienkiewicza

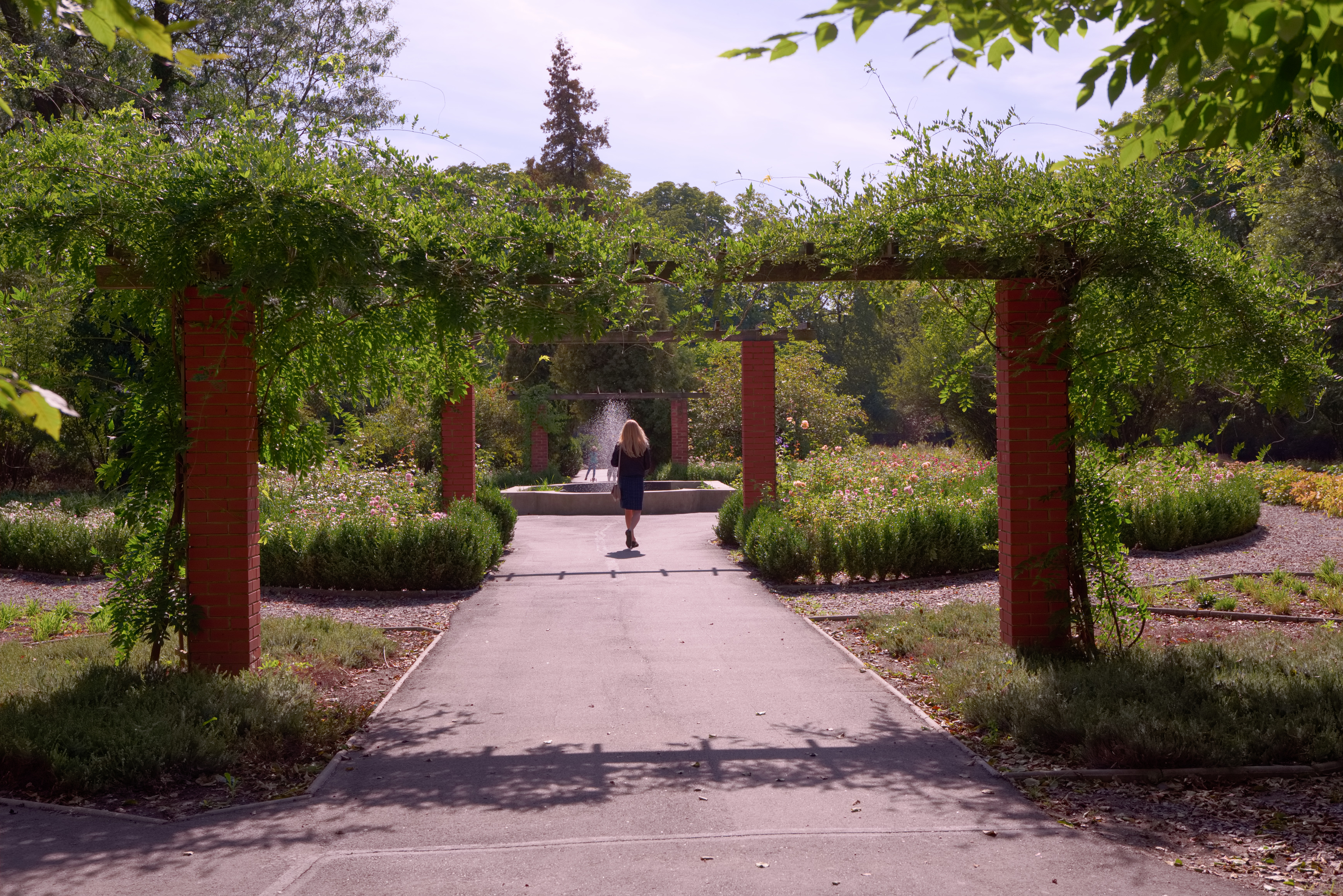
Ogród botaniczny

## Przyroda
Alejki parku obsadzono lipami, poza alejkami wyraźnie widoczne są żywopłoty grabowe oddzielające gabinety z głogu. Na osi głównej usytuowano staw w kształcie prostokąta. Drzewostan parku jest zróżnicowany gatunkowo. Posiada najwięcej lip, kasztanowców oraz dębów. Duże główne aleje biegnące z południa na północ obsadzone są lipami, poprzeczne drogi - głównie dębami, klonami i kasztanowcami. Niektóre partie zamknięte są świerkowym żywopłotem. Po zachodniej stronie parku usytuowane są gabinety obsadzone głogiem, cisem, żywotnikiem oraz brzozami. Rosnące na terenie parku graby zwyczajne tworzą formy przestrzenne - szpalery.
W parku znajdują się 3 korty tenisowe, plac zabaw dla dzieci, a w sezonie zimowym sztuczne lodowisko.